# Ballus segmentatus
Ballus segmentatus là một loài nhện trong họ Salticidae.
Loài này thuộc chi Ballus. Ballus segmentatus được Eugène Simon miêu tả năm 1900.